# Wohn- und Wirtschaftsgebäude Hackenstraße 13
Das Wohn- und Wirtschaftsgebäude Hackenstraße 13  in Asendorf (Landkreis Diepholz) im südöstlichen Ortsteil Graue in der niedersächsischen Samtgemeinde Bruchhausen-Vilsen stammt aus dem 19. Jahrhundert. Das Gebäude steht unter Denkmalschutz (siehe auch Liste der Baudenkmale in Asendorf (Landkreis Diepholz))
Das umgebaute Landhaus, ein eingeschossiges, giebelständiges Gebäude in Fachwerk mit Putzausfachungen und mit Krüppelwalmdach, gehört zu einer kleineren Hofanlage. Aktuell (2023) wird es als Wohnhaus genutzt.